# 싸얌역
쌰얌역(태국어: สยาม)은 타이 방콕에 있는 전철역이다.